# Dimítrios Koutsoúkis
Dimítrios Koutsoúkis (en grec moderne : Δημήτριος Κουτσούκης, né le 8 décembre 1962) est un athlète grec, spécialiste du lancer de poids.
Il remporte la médaille d'or lors des Jeux méditerranéens de 1987. Son lancer de 20,74 m à Dráma en 1989 est toujours record national en 2015.